# Collegio elettorale di Ivrea (Senato della Repubblica)
Il collegio di Ivrea fu un collegio elettorale uninominale della Repubblica Italiana appartenente alla Circoscrizione Piemonte; fu utilizzato per eleggere un senatore della Repubblica dalla I alla XIV legislatura, sebbene con forme diverse e sistemi elettorali diversi.

## Storia
Il collegio venne creato nel 1948 secondo la legge n. 29 del 6 febbraio 1948 la quale, pur basandosi sull'impianto proporzionale in vigore per la Camera, rispetto a quest'ultima conteneva alcuni piccoli correttivi in senso maggioritario. Tale legge ebbe il suo definitivo perfezionamento col Testo Unico n°361 del 1957. Differentemente dalla Camera, la legge elettorale del Senato si articolava su base regionale, seguendo il dettato costituzionale (art.57). Ogni Regione era suddivisa in tanti collegi uninominali quanti erano i seggi ad essa assegnati. All'interno di ciascun collegio, veniva eletto il candidato che avesse raggiunto il quorum del 65% delle preferenze: tale soglia, oggettivamente di difficilissimo conseguimento, tradiva l'impianto proporzionale su cui era concepito anche il sistema elettorale della Camera Alta. Qualora, come normalmente avveniva, nessun candidato avesse conseguito l'elezione, i voti di tutti i candidati venivano raggruppati in liste di partito a livello regionale, dove i seggi venivano allocati utilizzando il metodo D'Hondt delle maggiori medie statistiche e quindi, all'interno di ciascuna lista, venivano dichiarati eletti i candidati con le migliori percentuali di preferenza.
Nel 1993, con la cosiddetta Legge Mattarella (Legge n. 276, Norme per l'elezione del Senato della Repubblica), attuata in seguito al referendum abrogativo del 1993, venne istituito per la Camera dei deputati e per il Senato della Repubblica un sistema di elezione misto, in parte maggioritario e in parte proporzionale. Il 75% dei parlamentari dell'assemblea veniva eletto in collegi uninominali tramite sistema maggioritario a turno unico; il restante 25% al Senato veniva eletto tramite recupero proporzionale dei più votati non eletti attraverso un meccanismo di calcolo denominato "scorporo", cioè sottraendo dal conteggio dei voti totali di una lista nella parte proporzionale i voti ottenuti dai candidati collegati alla medesima lista che erano eletti nei collegi uninominali con il sistema maggioritario.
Il collegio venne abolito insieme a tutti gli altri che costituivano il Senato con la promulgazione della legge elettorale successiva, la cosiddetta Legge Calderoli. Questa prevedeva un sistema proporzionale con premio di maggioranza, che al Senato veniva attribuito a livello regionale.

## 1948-1993

### Territorio
Il collegio di Ivrea era uno dei 17 collegi uninominali in cui era suddiviso il Piemonte; comprendeva i seguenti comuni: Agliè, Albiano d'Ivrea, Alice Superiore, Alpette, Andrate, Azeglio, Bairo, Baldissero Canavese, Banchette, Barbania, Barone Canavese, Bollengo, Borgofranco d'Ivrea, Borgomasino, Bosconero, Brosso, Burolo, Busano, Caluso, Candia Canavese, Carema, Cascinette d'Ivrea, Castellamonte, Castelnuovo Nigra, Castiglione Torinese, Ceresole Reale, Chiaverano, Ciconio, Cintano, Cossano Canavese, Cuceglio, Cuorgnè, Favria, Feletto, Fiorano Canavese, Foglizzo, Forno Canavese, Frassinetto, Front, Gassino Torinese, Ingria, Issiglio, Ivrea, Leini, Lessolo, Levone, Locana, Lombardore, Lugnacco, Lusigliè, Masino, Mazzè, Mercenasco, Meugliano, Montalenghe, Montalto Dora, Noasca, Oglianico, Orio Canavese, Ozegna, Palazzo Canavese, Pavone Canavese, Pecco, Pedanea, Perosa Canavese, Piverone, Pont Canavese, Pratiglione, Quincinetto, Ribordone, Rivara, Rivarolo Canavese, Rivarossa, Rocca Canavese, Romano Canavese, Ronco Canavese, Rueglio, Salassa, Salerano Canavese, Samone, San Benigno Canavese, San Francesco al Campo, San Giorgio Canavese, San Martino Canavese, San Mauro Torinese, San Ponso, Scarmagno, Settimo Rottaro, Settimo Torinese, Settimo Vittone, Sparone, Strambino, Tavagnasco, Trausella, Traversella, Valperga, Valprato Soana, Vauda Canavese, Vestignè, Vialfrè, Vico Canavese, Vidracco, Villareggia, Vische, Vistrorio e Volpiano.

### Dati elettorali

#### I legislatura
|                                                                                | Modesto Panetti ✔️ Eletto | Democrazia Cristiana           | 60 772  | 48,63 |  |  |  |  |  |
|                                                                                | Francesco Frola           | Fronte Democratico Popolare    | 33 130  | 26,51 |  |  |  |  |  |
|                                                                                | Luigi Carmagnola          | Unità Socialista               | 17 457  | 13,97 |  |  |  |  |  |
|                                                                                | Giuseppe Donna            | Blocco Nazionale               | 8 640   | 6,91  |  |  |  |  |  |
|                                                                                | Alessandro Scotti         | Partito dei Contadini d'Italia | 4 973   | 3,98  |  |  |  |  |  |
| Totale                                                                         | Totale                    | Totale                         | 124 972 | 100   |  |  |  |  |  |
|                                                                                |                           |                                |         |       |  |  |  |  |  |
| Voti non validi                                                                | Voti non validi           | Voti non validi                | 6 811   | 5,17  |  |  |  |  |  |
| Votanti                                                                        | Votanti                   | Votanti                        | 131 783 | 92,34 |  |  |  |  |  |
| Elettori                                                                       | Elettori                  | Elettori                       | 142 712 |       |  |  |  |  |  |
|                                                                                |                           |                                |         |       |  |  |  |  |  |
| Nota: quorum del 65% non raggiunto; ripartizione dei seggi a livello regionale |                           |                                |         |       |  |  |  |  |  |
| Data: 18 aprile 1948                                                           |                           |                                |         |       |  |  |  |  |  |
| Fonte: Ministero dell'interno                                                  |                           |                                |         |       |  |  |  |  |  |

#### II legislatura
|                                                                                | Modesto Panetti       | Democrazia Cristiana                    | 43 402  | 34,55 |  |  |  |  |  |
|                                                                                | Adriano Olivetti      | Humana Civilitas                        | 24 916  | 19,84 |  |  |  |  |  |
|                                                                                | Domenico Cibrario     | Partito Comunista Italiano              | 19 061  | 15,17 |  |  |  |  |  |
|                                                                                | Luigi Castagno        | Partito Socialista Italiano             | 16 184  | 12,88 |  |  |  |  |  |
|                                                                                | Mario Actis Perinetti | Partito Socialista Democratico Italiano | 8 947   | 7,12  |  |  |  |  |  |
|                                                                                | Matteo Tonengo        | Partito Nazionale Monarchico            | 8 273   | 6,59  |  |  |  |  |  |
|                                                                                | Gaetano Zini Lamberti | Partito Liberale Italiano               | 3 131   | 2,49  |  |  |  |  |  |
|                                                                                | Augusto Ragghianti    | Movimento Sociale Italiano              | 1 699   | 1,35  |  |  |  |  |  |
| Totale                                                                         | Totale                | Totale                                  | 125 613 | 100   |  |  |  |  |  |
|                                                                                |                       |                                         |         |       |  |  |  |  |  |
| Voti non validi                                                                | Voti non validi       | Voti non validi                         | 7 769   | 5,82  |  |  |  |  |  |
| Votanti                                                                        | Votanti               | Votanti                                 | 133 382 | 91,97 |  |  |  |  |  |
| Elettori                                                                       | Elettori              | Elettori                                | 145 026 |       |  |  |  |  |  |
|                                                                                |                       |                                         |         |       |  |  |  |  |  |
| Nota: quorum del 65% non raggiunto; ripartizione dei seggi a livello regionale |                       |                                         |         |       |  |  |  |  |  |
| Data: 7 giugno 1953                                                            |                       |                                         |         |       |  |  |  |  |  |
| Fonte: Ministero dell'interno                                                  |                       |                                         |         |       |  |  |  |  |  |

#### III legislatura
|                                                                                | Renzo Forma              | Democrazia Cristiana                       | 51 264  | 38,70 |  |  |  |  |  |
|                                                                                | Adriano Olivetti         | Movimento Comunità                         | 36 068  | 27,23 |  |  |  |  |  |
|                                                                                | Celeste Carlo Negarville | Partito Comunista Italiano                 | 17 973  | 13,57 |  |  |  |  |  |
|                                                                                | Luigi Castagno           | Partito Socialista Italiano                | 11 261  | 8,50  |  |  |  |  |  |
|                                                                                | Luigi Carmagnola         | Partito Socialista Democratico Italiano    | 5 307   | 4,01  |  |  |  |  |  |
|                                                                                | Francesco Anselmo        | Partito Liberale Italiano                  | 3 296   | 2,49  |  |  |  |  |  |
|                                                                                | Giovanni Debernardi      | Movimento Autonomista Regionale Piemontese | 2 062   | 1,56  |  |  |  |  |  |
|                                                                                | Luigi Camosso            | Partito Nazionale Monarchico               | 1 843   | 1,39  |  |  |  |  |  |
|                                                                                | Arrigo Olivetti          | PRI - PR                                   | 1 337   | 1,01  |  |  |  |  |  |
|                                                                                | Carlo Majorino           | Movimento Sociale Italiano                 | 1 315   | 0,99  |  |  |  |  |  |
|                                                                                | Luciano Zani             | Partito Monarchico Popolare                | 750     | 0,57  |  |  |  |  |  |
| Totale                                                                         | Totale                   | Totale                                     | 132 476 | 100   |  |  |  |  |  |
|                                                                                |                          |                                            |         |       |  |  |  |  |  |
| Voti non validi                                                                | Voti non validi          | Voti non validi                            | 10 087  | 7,08  |  |  |  |  |  |
| Votanti                                                                        | Votanti                  | Votanti                                    | 142 563 | 94,33 |  |  |  |  |  |
| Elettori                                                                       | Elettori                 | Elettori                                   | 151 129 |       |  |  |  |  |  |
|                                                                                |                          |                                            |         |       |  |  |  |  |  |
| Nota: quorum del 65% non raggiunto; ripartizione dei seggi a livello regionale |                          |                                            |         |       |  |  |  |  |  |
| Data: 25 maggio 1958                                                           |                          |                                            |         |       |  |  |  |  |  |
| Fonte: Ministero dell'interno                                                  |                          |                                            |         |       |  |  |  |  |  |

#### IV legislatura
|                                                                                | Renzo Forma ✔️ Eletto | Democrazia Cristiana                    | 59 350  | 41,96 |  |  |  |  |  |
|                                                                                | G. Braggio            | Partito Comunista Italiano              | 28 231  | 19,96 |  |  |  |  |  |
|                                                                                | F. Pratis             | Partito Socialista Italiano             | 22 529  | 15,93 |  |  |  |  |  |
|                                                                                | Mario Actis Perinetti | Partito Socialista Democratico Italiano | 16 128  | 11,40 |  |  |  |  |  |
|                                                                                | Francesco Anselmo     | Partito Liberale Italiano               | 11 817  | 8,35  |  |  |  |  |  |
|                                                                                | G. Valsoanei          | MSI - PDIUM                             | 3 392   | 2,40  |  |  |  |  |  |
| Totale                                                                         | Totale                | Totale                                  | 141 447 | 100   |  |  |  |  |  |
|                                                                                |                       |                                         |         |       |  |  |  |  |  |
| Voti non validi                                                                | Voti non validi       | Voti non validi                         | 12 068  | 7,86  |  |  |  |  |  |
| Votanti                                                                        | Votanti               | Votanti                                 | 153 515 | 94,70 |  |  |  |  |  |
| Elettori                                                                       | Elettori              | Elettori                                | 162 105 |       |  |  |  |  |  |
|                                                                                |                       |                                         |         |       |  |  |  |  |  |
| Nota: quorum del 65% non raggiunto; ripartizione dei seggi a livello regionale |                       |                                         |         |       |  |  |  |  |  |
| Data: 28 aprile 1963                                                           |                       |                                         |         |       |  |  |  |  |  |
| Fonte: Ministero dell'interno                                                  |                       |                                         |         |       |  |  |  |  |  |

#### V legislatura
|                                                                                | Renzo Forma ✔️ Eletto | Democrazia Cristiana          | 63 721  | 41,06 |  |  |  |  |  |
|                                                                                | F. Prat               | PCI - PSIUP                   | 46 108  | 29,71 |  |  |  |  |  |
|                                                                                | R. M. Chabod          | PSI-PSDI Unificati            | 22 969  | 14,80 |  |  |  |  |  |
|                                                                                | A. Ronco              | Partito Liberale Italiano     | 12 696  | 8,18  |  |  |  |  |  |
|                                                                                | A. Sanguineti         | Socialdemocrazia              | 3 391   | 2,18  |  |  |  |  |  |
|                                                                                | V. Debenedetti        | Partito Repubblicano Italiano | 3 277   | 2,11  |  |  |  |  |  |
|                                                                                | L. Camosso            | MSI - PDIUM                   | 3 037   | 1,96  |  |  |  |  |  |
| Totale                                                                         | Totale                | Totale                        | 155 199 | 100   |  |  |  |  |  |
|                                                                                |                       |                               |         |       |  |  |  |  |  |
| Voti non validi                                                                | Voti non validi       | Voti non validi               | 12 836  | 7,64  |  |  |  |  |  |
| Votanti                                                                        | Votanti               | Votanti                       | 168 035 | 94,73 |  |  |  |  |  |
| Elettori                                                                       | Elettori              | Elettori                      | 177 387 |       |  |  |  |  |  |
|                                                                                |                       |                               |         |       |  |  |  |  |  |
| Nota: quorum del 65% non raggiunto; ripartizione dei seggi a livello regionale |                       |                               |         |       |  |  |  |  |  |
| Data: 19 maggio 1968                                                           |                       |                               |         |       |  |  |  |  |  |
| Fonte: Ministero dell'interno                                                  |                       |                               |         |       |  |  |  |  |  |

#### VI legislatura
|                                                                                | Renzo Forma ✔️ Eletto | Democrazia Cristiana                    | 66 013  | 39,04 |  |  |  |  |  |
|                                                                                | F. Antonicelli        | PCI - PSIUP                             | 42 927  | 25,39 |  |  |  |  |  |
|                                                                                | G. Salvetti           | Partito Socialista Italiano             | 22 269  | 13,17 |  |  |  |  |  |
|                                                                                | Mario Viano           | Partito Socialista Democratico Italiano | 13 609  | 8,05  |  |  |  |  |  |
|                                                                                | E. Petitti            | Partito Liberale Italiano               | 12 112  | 7,16  |  |  |  |  |  |
|                                                                                | R. Barisonzo          | Partito Repubblicano Italiano           | 6 739   | 3,99  |  |  |  |  |  |
|                                                                                | M. Richiardi          | Movimento Sociale Italiano              | 5 420   | 3,21  |  |  |  |  |  |
| Totale                                                                         | Totale                | Totale                                  | 169 089 | 100   |  |  |  |  |  |
|                                                                                |                       |                                         |         |       |  |  |  |  |  |
| Voti non validi                                                                | Voti non validi       | Voti non validi                         | 11 265  | 6,25  |  |  |  |  |  |
| Votanti                                                                        | Votanti               | Votanti                                 | 180 354 | 95,74 |  |  |  |  |  |
| Elettori                                                                       | Elettori              | Elettori                                | 188 388 |       |  |  |  |  |  |
|                                                                                |                       |                                         |         |       |  |  |  |  |  |
| Nota: quorum del 65% non raggiunto; ripartizione dei seggi a livello regionale |                       |                                         |         |       |  |  |  |  |  |
| Data: 7 maggio 1972                                                            |                       |                                         |         |       |  |  |  |  |  |
| Fonte: Ministero dell'interno                                                  |                       |                                         |         |       |  |  |  |  |  |

#### VII legislatura
|                                                                                | Renzo Forma ✔️ Eletto   | Democrazia Cristiana                    | 62 057  | 35,27 |  |  |  |  |  |
|                                                                                | Lucio Libertini         | Partito Comunista Italiano              | 59 182  | 33,63 |  |  |  |  |  |
|                                                                                | Eugenio Bozzello Verole | Partito Socialista Italiano             | 23 206  | 13,19 |  |  |  |  |  |
|                                                                                | Roberto Olivetti        | Partito Repubblicano Italiano           | 12 062  | 6,85  |  |  |  |  |  |
|                                                                                | Mario Viano             | Partito Socialista Democratico Italiano | 8 082   | 4,59  |  |  |  |  |  |
|                                                                                | Silvio Parola           | Movimento Sociale Italiano              | 4 904   | 2,79  |  |  |  |  |  |
|                                                                                | Corrado Gnavi           | Partito Liberale Italiano               | 4 790   | 2,72  |  |  |  |  |  |
|                                                                                | Gianteresio Vattimo     | Partito Radicale                        | 1 684   | 0,96  |  |  |  |  |  |
| Totale                                                                         | Totale                  | Totale                                  | 175 967 | 100   |  |  |  |  |  |
|                                                                                |                         |                                         |         |       |  |  |  |  |  |
| Voti non validi                                                                | Voti non validi         | Voti non validi                         | 9 072   | 4,90  |  |  |  |  |  |
| Votanti                                                                        | Votanti                 | Votanti                                 | 185 039 | 94,54 |  |  |  |  |  |
| Elettori                                                                       | Elettori                | Elettori                                | 195 716 |       |  |  |  |  |  |
|                                                                                |                         |                                         |         |       |  |  |  |  |  |
| Nota: quorum del 65% non raggiunto; ripartizione dei seggi a livello regionale |                         |                                         |         |       |  |  |  |  |  |
| Data: 20 giugno 1976                                                           |                         |                                         |         |       |  |  |  |  |  |
| Fonte: Ministero dell'interno                                                  |                         |                                         |         |       |  |  |  |  |  |

#### VIII legislatura
|                                                                                | Renzo Forma ✔️ Eletto             | Democrazia Cristiana                         | 60 876  | 34,99 |  |  |  |  |  |
|                                                                                | Ugo Spagnoli                      | Partito Comunista Italiano                   | 53 860  | 30,96 |  |  |  |  |  |
|                                                                                | Eugenio Bozzello Verole ✔️ Eletto | Partito Socialista Italiano                  | 24 620  | 14,15 |  |  |  |  |  |
|                                                                                | S. Strobbia                       | Partito Socialista Democratico Italiano      | 9 408   | 5,41  |  |  |  |  |  |
|                                                                                | L. Firpo                          | Partito Repubblicano Italiano                | 9 307   | 5,35  |  |  |  |  |  |
|                                                                                | G. Bosso                          | Partito Liberale Italiano                    | 5 648   | 3,25  |  |  |  |  |  |
|                                                                                | L. Florio                         | Movimento Sociale Italiano                   | 4 769   | 2,74  |  |  |  |  |  |
|                                                                                | G. Ambrosini                      | Partito Radicale - Nuova Sinistra Unita      | 4 597   | 2,64  |  |  |  |  |  |
|                                                                                | E. Morchio                        | Costituente di Destra - Democrazia Nazionale | 907     | 0,52  |  |  |  |  |  |
| Totale                                                                         | Totale                            | Totale                                       | 173 992 | 100   |  |  |  |  |  |
|                                                                                |                                   |                                              |         |       |  |  |  |  |  |
| Voti non validi                                                                | Voti non validi                   | Voti non validi                              | 12 806  | 6,86  |  |  |  |  |  |
| Votanti                                                                        | Votanti                           | Votanti                                      | 186 798 | 92,69 |  |  |  |  |  |
| Elettori                                                                       | Elettori                          | Elettori                                     | 201 521 |       |  |  |  |  |  |
|                                                                                |                                   |                                              |         |       |  |  |  |  |  |
| Nota: quorum del 65% non raggiunto; ripartizione dei seggi a livello regionale |                                   |                                              |         |       |  |  |  |  |  |
| Data: 3 giugno 1979                                                            |                                   |                                              |         |       |  |  |  |  |  |
| Fonte: Ministero dell'interno                                                  |                                   |                                              |         |       |  |  |  |  |  |

#### IX legislatura
|                                                                                | Lucio Libertini                   | Partito Comunista Italiano              | 51 734  | 30,29 |  |  |  |  |  |
|                                                                                | Giuseppe Botta                    | Democrazia Cristiana                    | 50 130  | 29,35 |  |  |  |  |  |
|                                                                                | Eugenio Bozzello Verole ✔️ Eletto | Partito Socialista Italiano             | 24 024  | 14,07 |  |  |  |  |  |
|                                                                                | Aldo Antonio Gandolfi             | Partito Repubblicano Italiano           | 13 354  | 7,82  |  |  |  |  |  |
|                                                                                | Guido Rolando                     | Partito Liberale Italiano               | 8 935   | 5,23  |  |  |  |  |  |
|                                                                                | Ettore Roggero                    | Movimento Sociale Italiano              | 7 568   | 4,43  |  |  |  |  |  |
|                                                                                | Mario Viano                       | Partito Socialista Democratico Italiano | 7 261   | 4,25  |  |  |  |  |  |
|                                                                                | Alfredo Viterbo                   | Partito Radicale                        | 4 270   | 2,50  |  |  |  |  |  |
|                                                                                | Ester Maria Muzio                 | Democrazia Proletaria                   | 2 529   | 1,48  |  |  |  |  |  |
|                                                                                | Giovanna Matilde Nano             | Lista per Trieste                       | 996     | 0,58  |  |  |  |  |  |
| Totale                                                                         | Totale                            | Totale                                  | 170 801 | 100   |  |  |  |  |  |
|                                                                                |                                   |                                         |         |       |  |  |  |  |  |
| Voti non validi                                                                | Voti non validi                   | Voti non validi                         | 18 224  | 9,64  |  |  |  |  |  |
| Votanti                                                                        | Votanti                           | Votanti                                 | 189 025 | 90,17 |  |  |  |  |  |
| Elettori                                                                       | Elettori                          | Elettori                                | 209 628 |       |  |  |  |  |  |
|                                                                                |                                   |                                         |         |       |  |  |  |  |  |
| Nota: quorum del 65% non raggiunto; ripartizione dei seggi a livello regionale |                                   |                                         |         |       |  |  |  |  |  |
| Data: 26 giugno 1983                                                           |                                   |                                         |         |       |  |  |  |  |  |
| Fonte: Ministero dell'interno                                                  |                                   |                                         |         |       |  |  |  |  |  |

#### X legislatura
|                                                                                | M. Rey                            | Democrazia Cristiana                    | 50 699  | 28,08 |  |  |  |  |  |
|                                                                                | F. Grijuela                       | Partito Comunista Italiano              | 47 155  | 26,12 |  |  |  |  |  |
|                                                                                | Eugenio Bozzello Verole ✔️ Eletto | Partito Socialista Italiano             | 30 327  | 16,80 |  |  |  |  |  |
|                                                                                | Aldo Antonio Gandolfi             | Partito Repubblicano Italiano           | 9 154   | 5,07  |  |  |  |  |  |
|                                                                                | M. P. Scala Marchiano             | Movimento Sociale Italiano              | 8 026   | 4,45  |  |  |  |  |  |
|                                                                                | B. Guaschino in Boux              | Partito Liberale Italiano               | 5 855   | 3,24  |  |  |  |  |  |
|                                                                                | P. Craveri                        | Partito Radicale                        | 5 745   | 3,18  |  |  |  |  |  |
|                                                                                | T. Fenocchio                      | Piemont - Autonomia Regionale           | 4 888   | 2,71  |  |  |  |  |  |
|                                                                                | A. G. Alberghino                  | Partito Socialista Democratico Italiano | 4 610   | 2,55  |  |  |  |  |  |
|                                                                                | E. Muzio in Corna                 | Lista Verde                             | 4 500   | 2,49  |  |  |  |  |  |
|                                                                                | B. Castagneri                     | Piemont                                 | 4 352   | 2,41  |  |  |  |  |  |
|                                                                                | G. Mariani                        | Democrazia Proletaria                   | 2 874   | 1,59  |  |  |  |  |  |
|                                                                                | G. Terreno                        | Liga Veneta - Pensionati Uniti          | 1 209   | 0,67  |  |  |  |  |  |
|                                                                                | S. Casabassa                      | Movimento di Liberazione Fiscale        | 878     | 0,49  |  |  |  |  |  |
|                                                                                | E. Mo                             | Alleanza Popolare Pensionati            | 261     | 0,14  |  |  |  |  |  |
| Totale                                                                         | Totale                            | Totale                                  | 180 533 | 100   |  |  |  |  |  |
|                                                                                |                                   |                                         |         |       |  |  |  |  |  |
| Voti non validi                                                                | Voti non validi                   | Voti non validi                         | 14 126  | 7,26  |  |  |  |  |  |
| Votanti                                                                        | Votanti                           | Votanti                                 | 194 659 | 89,99 |  |  |  |  |  |
| Elettori                                                                       | Elettori                          | Elettori                                | 216 313 |       |  |  |  |  |  |
|                                                                                |                                   |                                         |         |       |  |  |  |  |  |
| Nota: quorum del 65% non raggiunto; ripartizione dei seggi a livello regionale |                                   |                                         |         |       |  |  |  |  |  |
| Data: 14 giugno 1987                                                           |                                   |                                         |         |       |  |  |  |  |  |
| Fonte: Ministero dell'interno                                                  |                                   |                                         |         |       |  |  |  |  |  |

#### XI legislatura
|                                                                                | Domenico Rostagno       | Democrazia Cristiana                    | 38 607  | 20,20 |  |  |  |  |  |
|                                                                                | Alberto Guglielmini     | Lega Lombarda                           | 29 495  | 15,43 |  |  |  |  |  |
|                                                                                | Eugenio Bozzello Verole | Partito Socialista Italiano             | 28 735  | 15,04 |  |  |  |  |  |
|                                                                                | Ugo Pecchioli           | Partito Democratico della Sinistra      | 25 342  | 13,26 |  |  |  |  |  |
|                                                                                | Giuseppe Laini          | Partito della Rifondazione Comunista    | 14 177  | 7,42  |  |  |  |  |  |
|                                                                                | Aldo Antonio Gandolfi   | Partito Repubblicano Italiano           | 9 534   | 4,99  |  |  |  |  |  |
|                                                                                | Giancarlo Vacca Cavalot | Partito Liberale Italiano               | 9 289   | 4,86  |  |  |  |  |  |
|                                                                                | Filippo Polito          | Movimento Sociale Italiano              | 7 876   | 4,12  |  |  |  |  |  |
|                                                                                | Albino Bellino          | Partito Socialista Democratico Italiano | 6 179   | 3,23  |  |  |  |  |  |
|                                                                                | Luigi Nava              | Lega Alpina Piemont                     | 5 973   | 3,13  |  |  |  |  |  |
|                                                                                | Quirino Vito Perfetti   | Federazione dei Verdi                   | 5 641   | 2,95  |  |  |  |  |  |
|                                                                                | Sergio Valabrega        | Partito Pensionati                      | 3 103   | 1,62  |  |  |  |  |  |
|                                                                                | Elisa Paolina Giua      | Sì Referendum                           | 2 427   | 1,27  |  |  |  |  |  |
|                                                                                | Antonio Colosimo        | La Lega Casalinghe-Pensionati           | 2 419   | 1,27  |  |  |  |  |  |
|                                                                                | Gianpietro Lupi         | Verdi Verdi                             | 1 888   | 0,99  |  |  |  |  |  |
|                                                                                | Renato Graglia          | Federalismo - Pensionati Uomini Vivi    | 407     | 0,21  |  |  |  |  |  |
| Totale                                                                         | Totale                  | Totale                                  | 191 092 | 100   |  |  |  |  |  |
|                                                                                |                         |                                         |         |       |  |  |  |  |  |
| Voti non validi                                                                | Voti non validi         | Voti non validi                         | 12 528  | 6,15  |  |  |  |  |  |
| Votanti                                                                        | Votanti                 | Votanti                                 | 203 620 | 89,23 |  |  |  |  |  |
| Elettori                                                                       | Elettori                | Elettori                                | 228 199 |       |  |  |  |  |  |
|                                                                                |                         |                                         |         |       |  |  |  |  |  |
| Nota: quorum del 65% non raggiunto; ripartizione dei seggi a livello regionale |                         |                                         |         |       |  |  |  |  |  |
| Data: 5 aprile 1992                                                            |                         |                                         |         |       |  |  |  |  |  |
| Fonte: Ministero dell'interno                                                  |                         |                                         |         |       |  |  |  |  |  |

## 1993-2005

### Territorio
Il collegio di Ivrea era uno dei 17 collegi uninominali in cui era suddiviso il Piemonte; come previsto dal D.Lgs. del 20 dicembre 1993 n. 535, e comprendeva comuni della Provincia di Torino, in particolare: Agliè, Ala di Stura, Albiano d'Ivrea, Alice Superiore, Alpette, Andrate, Azeglio, Bairo, Balangero, Baldissero Canavese, Balme, Banchette, Barbania, Barone Canavese, Bollengo, Borgiallo, Borgofranco d'Ivrea, Borgomasino, Bosconero, Brosso, Burolo, Busano, Cafasse, Candia Canavese, Canischio, Cantoira, Caravino, Carema, Cascinette d'Ivrea, Castellamonte, Castelnuovo Nigra, Ceres, Ceresole Reale, Chialamberto, Chiaverano, Chiesanuova, Ciconio, Cintano, Cirié, Coassolo Torinese, Colleretto Castelnuovo, Colleretto Giacosa, Corio, Cossano Canavese, Cuceglio, Cuorgnè, Favria, Feletto, Fiano, Fiorano Canavese, Forno Canavese, Frassinetto, Front, Germagnano, Groscavallo, Grosso, Ingria, Issiglio, Ivrea, Lanzo Torinese, Lemie, Lessolo, Levone, Locana, Loranzè, Lugnacco, Lusigliè, Masino, Mathi, Mercenasco, Meugliano, Mezzenile, Monastero di Lanzo, Montalenghe, Montalto Dora, Noasca, Nole, Oglianico, Orio Canavese, Ozegna, Palazzo Canavese, Parella, Pavone Canavese, Pecco, Perosa Canavese, Pertusio, Pessinetto, Piverone, Pont Canavese, Prascorsano, Pratiglione, Quagliuzzo, Quassolo, Quincinetto, Ribordone, Rivara, Rivarolo Canavese, Rivarossa, Robassomero, Rocca Canavese, Romano Canavese, Ronco Canavese, Rueglio, Salassa, Salerano Canavese, Samone, San Carlo Canavese, San Colombano Belmonte, San Francesco al Campo, San Giorgio Canavese, San Giusto Canavese, San Martino Canavese, San Maurizio Canavese, San Ponso, Scarmagno, Settimo Rottaro, Settimo Vittone, Sparone, Strambinello, Strambino, Tavagnasco, Torre Canavese, Trausella, Traversella, Traves, Usseglio, Vallo Torinese,  Valperga, Valprato Soana, Varisella, Vauda Canavese, Vestignè, Vialfrè, Vico Canavese, Vidracco, Villanova Canavese, Vische, Vistrorio e Viù.

### Eletti
| Elezione | Elezione | Senatore                       | Partito                 |
| -------- | -------- | ------------------------------ | ----------------------- |
|          | 1994     | Bruno Matteja                  | Polo delle Libertà (LN) |
|          | 1996     | Livio Besso Cordero            | L'Ulivo (RI)            |
|          | 2001     | Alberto Felice Simone Massucco | Casa delle Libertà (AN) |

### Dati elettorali

#### XII legislatura
|                               | Bruno Matteja ✔️ Eletto | Polo delle Libertà         | 63 241  | 39,92 |  |  |  |  |  |
|                               | Franca Angela Gea       | Progressisti               | 38 961  | 24,59 |  |  |  |  |  |
|                               | Ettore Morezzi          | Patto per l'Italia         | 23 312  | 14,71 |  |  |  |  |  |
|                               | Lia Pezzato             | Alleanza Nazionale         | 12 899  | 8,14  |  |  |  |  |  |
|                               | Giuseppe Bonino         | Lista Pannella-Riformatori | 6 501   | 4,10  |  |  |  |  |  |
|                               | Raimondo Riggi          | Partito Pensionati         | 4 852   | 3,06  |  |  |  |  |  |
|                               | Mauro Della Valle       | Lega per il Piemonte       | 4 712   | 2,97  |  |  |  |  |  |
|                               | Giuseppe Cupoli         | Verdi Verdi                | 3 320   | 2,10  |  |  |  |  |  |
|                               | Caterina Nicolai        | Rinnovamento               | 628     | 0,40  |  |  |  |  |  |
| Totale                        | Totale                  | Totale                     | 158 426 | 100   |  |  |  |  |  |
|                               |                         |                            |         |       |  |  |  |  |  |
| Voti non validi               | Voti non validi         | Voti non validi            | 13 311  | 7,75  |  |  |  |  |  |
| Votanti                       | Votanti                 | Votanti                    | 171 737 | 87,46 |  |  |  |  |  |
| Elettori                      | Elettori                | Elettori                   | 196 365 |       |  |  |  |  |  |
|                               |                         |                            |         |       |  |  |  |  |  |
| Data: 27-28 marzo 1994        |                         |                            |         |       |  |  |  |  |  |
| Fonte: Ministero dell'interno |                         |                            |         |       |  |  |  |  |  |

#### XIII legislatura
|                               | Livio Besso Cordero ✔️ Eletto | L'Ulivo                 | 59 117  | 38,33 |  |  |  |  |  |
|                               | Furio Gubetti                 | Polo per le Libertà     | 45 604  | 29,57 |  |  |  |  |  |
|                               | Pierangelo Martucci           | Lega Nord               | 35 197  | 22,82 |  |  |  |  |  |
|                               | Bruno Matteja                 | Piemonte Nazione Europa | 6 479   | 4,20  |  |  |  |  |  |
|                               | Biagino Viotti                | Partito Pensionati      | 2 921   | 1,89  |  |  |  |  |  |
|                               | William Nuzzo                 | Verdi Verdi             | 2 609   | 1,69  |  |  |  |  |  |
|                               | Carlo Franco Porrati          | Mani Pulite             | 1 307   | 0,85  |  |  |  |  |  |
|                               | Michelina D'Amico             | Socialista              | 995     | 0,65  |  |  |  |  |  |
| Totale                        | Totale                        | Totale                  | 154 229 | 100   |  |  |  |  |  |
|                               |                               |                         |         |       |  |  |  |  |  |
| Voti non validi               | Voti non validi               | Voti non validi         | 12 054  | 7,25  |  |  |  |  |  |
| Votanti                       | Votanti                       | Votanti                 | 166 283 | 83,48 |  |  |  |  |  |
| Elettori                      | Elettori                      | Elettori                | 199 192 |       |  |  |  |  |  |
|                               |                               |                         |         |       |  |  |  |  |  |
| Data: 21 aprile 1996          |                               |                         |         |       |  |  |  |  |  |
| Fonte: Ministero dell'interno |                               |                         |         |       |  |  |  |  |  |

#### XIV legislatura
|                               | Alberto Felice Simone Massucco ✔️ Eletto | Casa delle Libertà                   | 66 150  | 41,85 |  |  |  |  |  |
|                               | Livio Besso Cordero                      | L'Ulivo                              | 61 783  | 39,09 |  |  |  |  |  |
|                               | Maria Grazia Spadella                    | Partito della Rifondazione Comunista | 7 981   | 5,05  |  |  |  |  |  |
|                               | Giancarlo Vacca Cavalot                  | Democrazia Europea                   | 7 586   | 4,80  |  |  |  |  |  |
|                               | Francesco Petrarulo                      | Lista Di Pietro                      | 5 647   | 3,57  |  |  |  |  |  |
|                               | Graziella Miraudo                        | Lista Pannella-Bonino                | 4 451   | 2,82  |  |  |  |  |  |
|                               | Gianfranco Balma Venere                  | Fiamma Tricolore                     | 2 612   | 1,65  |  |  |  |  |  |
|                               | Anacleta Salvetti                        | Verdi Verdi                          | 1 858   | 1,18  |  |  |  |  |  |
| Totale                        | Totale                                   | Totale                               | 158 068 | 100   |  |  |  |  |  |
|                               |                                          |                                      |         |       |  |  |  |  |  |
| Voti non validi               | Voti non validi                          | Voti non validi                      | 11 070  | 6,54  |  |  |  |  |  |
| Votanti                       | Votanti                                  | Votanti                              | 169 138 | 82,85 |  |  |  |  |  |
| Elettori                      | Elettori                                 | Elettori                             | 204 138 |       |  |  |  |  |  |
|                               |                                          |                                      |         |       |  |  |  |  |  |
| Data: 13 maggio 2001          |                                          |                                      |         |       |  |  |  |  |  |
| Fonte: Ministero dell'interno |                                          |                                      |         |       |  |  |  |  |  |